# Rallus elegans
Rallus elegans là một loài chim trong họ Rallidae.
Con chim này sinh sản ở đầm lầy ở miền đông Bắc Mỹ. Những con sông dọc theo bờ biển phía đông nam của Hoa Kỳ là những cư dân vĩnh viễn. Các loài chim khác di cư đến miền nam Hoa Kỳ và Mexico; Ở Canada, chúng được tìm thấy ở miền Nam Ontario.
Loài chim này là sinh hoạt ban ngày, trái ngược với loài bà con thân nhỏ hơn, sinh hoạt về đêm của chúng.